# Snipping Tool
Snipping Tool （スニッピング ツール）はポインティングデバイスで指定した画面上の部分的な範囲のスクリーンショットを切り取るツールで、Windows XP Tablet PC Edition 用の拡張パック「Microsoft 拡張パック for Windows XP Tablet PC Edition」に含まれ、後に Starter と Home Basic を除くエディションの Windows Vista と Windows 7 と Windows 8/8.1に標準で含まれた。Windows 10 October 2018 Update で「切り取り & スケッチ」に置き換わることが予告されたが本ツールも引き続き搭載され、Windows 11で再び統合された。

## 特徴
Snipping Tool は ⎙ PrintScreen キーと比べて任意の範囲のスクリーンショットを切り取ることができる。
切り取ったスクリーンショットはマーカーによる追記や色付けによる強調などの編集を行うことができ、PNG形式、JPEG形式、GIF形式、MHTML形式での保存や電子メールでの送信ができる。
Windows 11では、画面の録画に対応した。

## 切り取り & スケッチ
Windows 10 October 2018 Updateからは「Snipping Tool」の後継としてUWPアプリの「切り取り & スケッチ」が標準搭載された。「Snipping Tool」は廃止が予告されたが、引き続き標準搭載されている。この機能はWindows 11では「Snipping Tool」に統合された。
⊞ Win+⇧ Shift+Sのショートカットキーで画面が暗くなりスクリーンショット領域の選択画面になる。撮影方法を、四角形の範囲選択、フリーハンドでの自由な範囲選択、ウィンドウごとの選択、全画面選択から選ぶことができ、範囲選択をするとスクリーンショットがクリップボードにコピーされ通知が表示される。
通知を選択すると撮影したスクリーンショットの編集画面となり、ペンや定規などを使っての描画やトリミングなどができる。
スクリーンショットは、PNG形式、JPEG形式、GIF形式で保存することができ、ファイル名にはデフォルトで現在の日時が与えられる。
また、⎙ PrintScreenキーを押した場合に上記のショートカットキーと同様の挙動に変更することもできる。